# ARD
Pour les articles homonymes, voir ARD (homonymie).
À ne pas confondre avec la première chaîne de télévision fédérale allemande, Das Erste, exploitée par l'ARD.

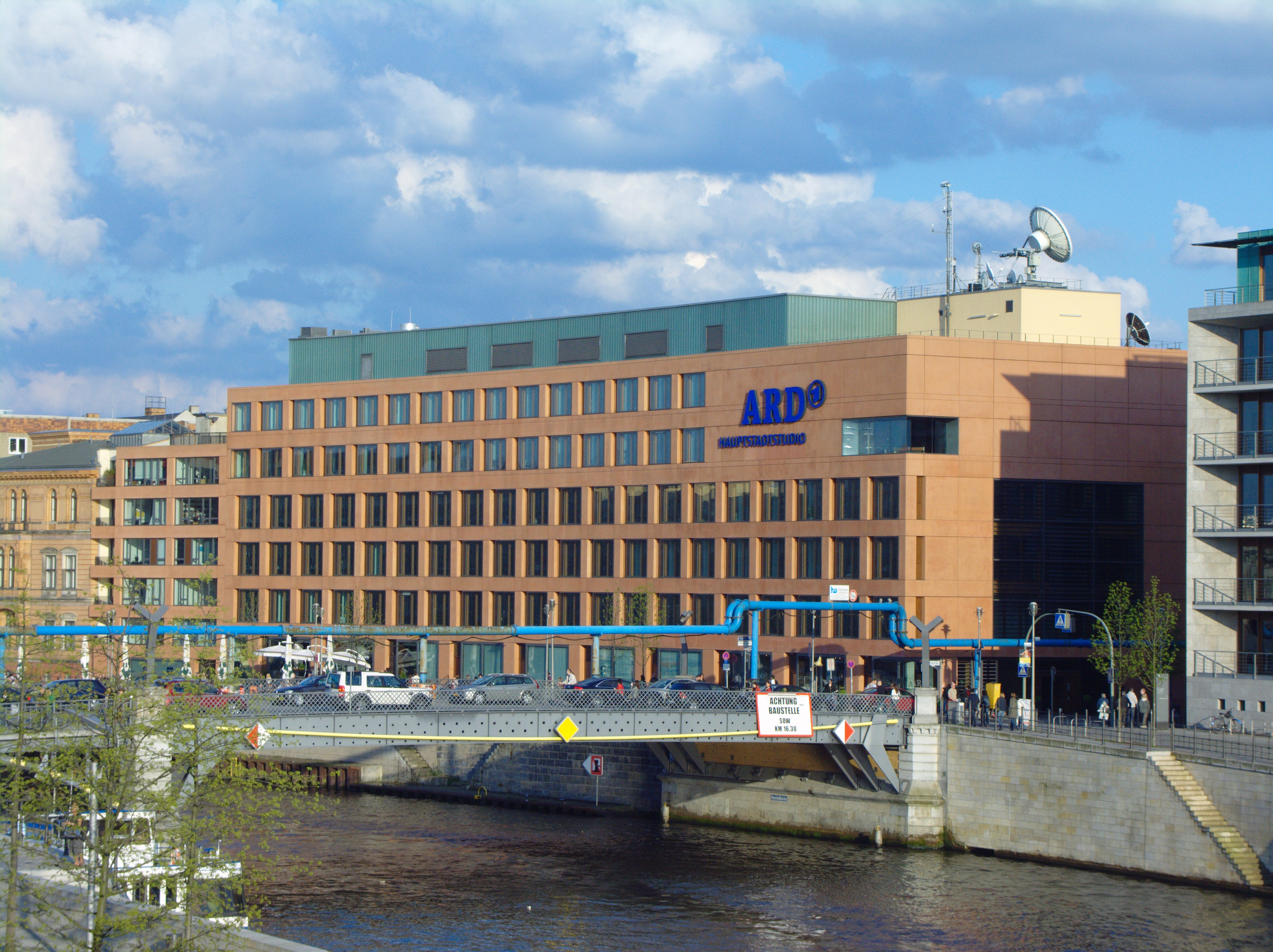
Studios de l'ARD à Berlin.

ARD (abréviation de Arbeitsgemeinschaft der öffentlich-rechtlichen Rundfunkanstalten der Bundesrepublik Deutschland ; en français « Communauté de travail des établissements de radiodiffusion de droit public de la République fédérale d'Allemagne »), est un groupement public de neuf radiodiffuseurs régionaux allemands.

## Histoire
L'ARD est une structure fédérale de la République fédérale d'Allemagne, au sein de laquelle chaque Land a le droit d'avoir son propre radiodiffuseur. 
Les origines historiques de la structure de l'ARD remontent aux débuts de la radio allemande dans les années 1920. On assiste alors outre-Rhin à la création de groupes individuels de diffusion régionaux pour la Prusse, la Saxe, la Bavière et le Wurtemberg, regroupés au sein d'un organisme d'État et de service public : la Société de Radiodiffusion du Reich. 
En 1933, les nazis démantèlent cette structure et centralisent tout à Berlin. À l'inverse, après guerre, l'ARD est créée le 9 juin 1950 avec l'appui de six diffuseurs régionaux (BR, HR, Radio Bremen, SDR, SWF et NWDR) dans le but d'éviter la fusion des diffuseurs régionaux. Cette entité est organisée sous la forme d'un groupe de travail chargé de promouvoir la coopération entre les membres, mais également de s'assurer que chaque membre est à-même de conserver une totale indépendance.
Au cours des années 1950, commence la préparation et la diffusion d'une télévision commune pour la République fédérale d'Allemagne. Ce sera le cas, à partir de 1952, où les membres de l'ARD opéraient un programme national de télévision sous le nom de Deutsches Fernsehen {Télévision allemande}. Après l'établissement d'un diffuseur à Berlin-Ouest, la Sender Freies Berlin, la division de la NWDR en deux entités distinctes (la WDR et la NDR) ainsi que la création de la SR (Saarländischer Rundfunk), l'ARD comptera neuf membres en 1959. Dans la période qui a suivi, de nombreux changements sont intervenus au sein de l'ARD, en particulier en 1962, où de nouvelles institutions créées, sont venus se rajouter au groupe de travail comme la radio Deutsche Welle et la Deutschlandfunk. Mais c'est après la réunification, que deux nouveaux membres viennent rejoindre le groupe de travail. Ce sera l'Ostdeutscher Rundfunk Brandenburg en 1991 pour le Brandebourg et la MDR en 1992 pour la Saxe, la Saxe-Anhalt et le Thuringe. Ces deux nouvelles entités, qui remplace la Deutscher Fernsehfunk dans l'ex Allemagne de l'Est, sauf pour le Land de Mecklembourg-Poméranie-Occidentale, reprit par la NDR. En 1994, Deutschlandfunk décide de se retirer de l'ARD. Plus récemment, la SDR et la SWF fusionnent en 1998, pour former la SWR et  en 2003, ce sera la Sender Freies Berlin et l'Ostdeutscher Rundfunk Brandenburg qui fusionneront pour former la RBB.
Si aucune fusion n'est envisagée à l'heure actuelle, une enquête réalisée auprès de médias, de politiciens et de représentants de diffuseurs montre que deux entités distinctes - à savoir la Saarländischer Rundfunk et Radio Bremen - pèsent sur le budget de l'ARD. De considérables économies d'échelle pourraient être réalisées dans la perspective d'une fusion de la Saarländischer Rundfunk avec la SWR et de Radio Bremen avec la NDR.
Actuellement, il existe neuf radiodiffuseurs dans l'ARD. Ceux-ci proposent un programme de télévision communautaire, sous le nom de Das Erste (litt. « La Première »). Même en ayant ce programme de télévision communautaire, ils conservent leurs propres chaînes de télévision ainsi que leurs propres stations de radio. Le dixième membre de l'ARD, Deutsche Welle, diffuse des programmes de télévision et de radio à l'étranger.
En décembre 2016, l'ARD est accusée d'avoir passé sous silence un crime sexuel commis sur une jeune étudiante par un migrant par crainte d'alimenter le discours xénophobe dans le pays,,.
En 2017, le Centre Shorenstein (en) sur les médias et la politique de l’université Harvard examinant dans une étude la manière dont les journalistes de dix grands médias avaient couvert Donald Trump durant les cent premiers jours de sa présidence montre qu'ARD a la tonalité de couverture des nouvelles la plus négative de tous les médias étudiés avec 98 % de connotation négative.

## Identité visuelle

Logo du groupement de 1984 à 2003
Logo du groupement de 2003 à 2019
Logo du groupement depuis 2019

## Membres de l'ARD
Le groupement ARD n'a pas de personnalité juridique propre. En fait, il s'agit de la réunion des neuf radiodiffuseurs publics régionaux, seuls habilités à mettre en œuvre des stations de radio et chaînes de télévision publiques en Allemagne. 
La Deutsche Welle, service international de diffusion allemand, est également membre de l'ARD.
| Société de radiodiffusion   | Abrév. | Logo              | Siège                 | Chiffre d'affaires 2009 (en millions d'euros) | Postes | Date de fondation | Zone de diffusion                                                                                             | Population dans la zone de diffusion (millions) |
| --------------------------- | ------ | ----------------- | --------------------- | --------------------------------------------- | ------ | ----------------- | --- | ----------------------------------------------- |
| Bayerischer Rundfunk        | BR     | Logo BR           | Munich                | 1000                                          | 2 893  | 1949              | Bavière | 12,9                                            |
| Hessischer Rundfunk         | hr     | HR Logo           | Francfort-sur-le-Main | 0 481                                         | 1 900  | 1948              | Hesse | 0 6.2                                           |
| Mitteldeutscher Rundfunk    | MDR    | MDR Logo          | Leipzig               | 0 636                                         | 2 023  | 1991              | Saxe, Saxe-Anhalt, Thuringe                                                                                   | 0 8.5                                           |
| Norddeutscher Rundfunk      | NDR    | NDR logo          | Hambourg              | 1083                                          | 3 447  | 1956              | Hambourg, Basse-Saxe, Schleswig-Holstein (tous depuis 1956), Mecklembourg-Poméranie-Occidentale (depuis 1992) | 14,2                                            |
| Radio Bremen                |        | Logo Radio Bremen | Brême                 | 00 97 (2008)                                  | 0 300  | 1945              | Brême | 0 0,7                                           |
| Rundfunk Berlin-Brandenburg | rbb    | RBB Logo          | Berlin, Potsdam       | 0 395 (2008)                                  | 1 650  | 2003              | Berlin, Brandebourg                                                                                           | 0 6.0                                           |
| Saarländischer Rundfunk     | SR     | SR logo           | Sarrebruck            | 0 116 (2008)                                  | 0 635  | 1957              | Sarre | 0 1.0                                           |
| Südwestrundfunk             | SWR    | SWR logo          | Stuttgart             | 1190 (2008)                                   | 3 648  | 1998              | Bade-Wurtemberg, Rhénanie-Palatinat                                                                           | 15,0                                            |
| Westdeutscher Rundfunk Köln | WDR    | WDR logo          | Cologne               | 1350                                          | 4 210  | 1956              | Rhénanie-du-Nord-Westphalie                                                                                   | 17,9                                            |

Ancienne carte des stations membres de l'ARD avant la rééunification
Carte actuelle des stations membres de l'ARD

## Budget de l'ARD (de ses membres)
La redevance audiovisuelle est environ 85 % (2008) du budget, la publicité et le sponsoring 6 %, le reste venant de coproductions, cofinancements, droits perçus pour des programmes de l'ARD.

## Télévision
Le groupe diffuse la première chaîne de télévision allemande, Das Erste, pour laquelle toutes les stations de l'ARD produisent des émissions : les reportages du Tour de France sont par exemple réalisés par le Saarländischer Rundfunk, les infos de la bourse de Francfort viennent du Hessischer Rundfunk, les sélections nationales pour le Concours Eurovision de la chanson du Norddeutscher Rundfunk. La chaîne obéit à des objets régionaux, mais diffuse aussi des films, de la musique, etc. Sa part de marché en 2005 représente 13,7 %. Ces dernières années, les « troisièmes » (la ZDF étant la seconde chaîne) ont grandi en audience et en popularité.
Le groupement ARD est également présent dans ARTE, 3sat, KiKa (chaîne pour les enfants), Phoenix (documentaires ; en direct du Bundestag), et FUNK (chaîne pour adolescents et jeunes adultes).
Le groupement possède également deux chaines thématiques, One consacrée à la culture et tagesschau24, retransmettant l'information.

### Chaînes appartenant au groupement ARD
| Logo | Chaîne                                                      | Date de création | Actionnaires                 |
| ---- | ----------------------------------------------------------- | ---------------- | ---------------------------- |
|      | Das Erste (HD) Chaîne généraliste nationale                 | 25 décembre 1952 | 100 % ARD                    |
|      | ARD-alpha (HD) Chaîne thématique régionale                  | 7 janvier 1998   | 100 % ARD                    |
|      | DW-TV (HD) Chaîne semi-généraliste internationale           | 1er avril 1992   | 100 % ARD                    |
|      | One (HD) Chaîne thématique nationale                        | 30 août 1997     | 100 % ARD                    |
|      | tagesschau24 (HD) Chaîne d'information en continu nationale | 30 août 1997     | 100 % ARD                    |
|      | KiKA (HD) Chaîne thématique nationale                       | 1er janvier 1997 | ARD, ZDF                     |
|      | Phoenix (HD) Chaîne thématique nationale                    | 7 avril 1997     | ARD, ZDF                     |
|      | 3sat (HD) Chaîne généraliste internationale                 | 1er avril 1992   | ARD, ZDF, ORF, SRG SSR       |
|      | Arte (HD) Chaîne généraliste binationale                    | 30 mai 1992      | ARD, ZDF, France Télévisions |

| Logo | Chaîne                                    | Date de création | Date de disparition | Actionnaires |
| ---- | ----------------------------------------- | ---------------- | ------------------- | ------------ |
|      | 1 Plus Chaîne thématique nationale        | 29 mars 1986     | 30 novembre 1993    | 100 % ARD    |
|      | EinsPlus (HD) Chaîne thématique nationale | 29 août 1997     | 30 septembre 2016   | 100 % ARD    |

### Internet
| Logo | Nom du service | Description                                                           | Date de création | Actionnaires |
| ---- | -------------- | --------------------------------------------------------------------- | ---------------- | ------------ |
|      | Funk           | Service de médias en ligne à destination d'un public de 14 et 29 ans. | 1er octobre 2016 | ARD, ZDF     |

### ARD-Aktuell
En 1977 a été créée une salle de rédaction centralisée, ARD-aktuell, qui produit les journaux suivants diffusés en direct : le Tagesschau, les Tagesthemen et le Nachtmagazin. 

## Prix CIVIS
Le groupement a créé en 1987 le prix CIVIS récompensant les médias luttant contre le racisme et l’ostracisme.